# White Stars
Pour les articles homonymes, voir White Star.
 (janvier 2020).
Si vous disposez d'ouvrages ou d'articles de référence ou si vous connaissez des sites web de qualité traitant du thème abordé ici, merci de compléter l'article en donnant les références utiles à sa vérifiabilité et en les liant à la section « Notes et références ».
 (janvier 2020).
Les White Stars sont un groupe de schlager autrichien.

## Histoire
Les frères Peter, Günther, Walter Reischl et Joschi Scheucher de Graz fondent les White Stars en 1963. Le nom du groupe est basé sur la tenue de scène, qui consistait à l'époque en un pantalon médical blanc bon marché et une chemise blanche.
En juin 1964, Wolfgang Reinprecht, le patron de l'hôtel Fischerwirt de Gratwein, engage le jeune groupe de musique de danse. Pendant onze ans, les White Stars jouent à guichets fermés. À Fischerwirt en 1974, le frère cadet Michael rejoint le groupe en renfort. La radio, la télévision, la presse et la maison de disques Ariola prennent connaissance du groupe.
Peu de temps après, le groupe part en tournée. Peu de temps après, après quelques singles, le premier LP Lieder und Träume arrive sur le marché. Il apparaît dans 200 émissions de radio, 50 émissions de télévision, comme Musikantenstadl ou Tritsch Tratsch.
Les frères Reischl ont écrit presque toutes les paroles. Walter et Michael, mais aussi Werner et Bernd du groupe de frères Regenbogen créent plus de 150 compositions des White Stars.
En 1986, Michael quitte le groupe pour des raisons professionnelles et est remplacé par John Palier (ancien guitariste du groupe pop Opus). Pour la même raison, Joschi Scheucher quitte le groupe ; Gerhard Wiesenthaner reprend la batterie.

Les White Stars en 2013

En 1994, les White Stars décident de dire au revoir à la scène et de ne jouer que dans des émissions de télévision. Cette décision dure jusqu'en 2003, le 40e anniversaire est célébré avec un nouvel album 40 Jahre – 40 Lieder. En 2013, le jubilé 50 Jahre White Stars voit remonter sur scène les membres d'origine, Peter, Günther, Walter Reischl et Joschi Scheucher.

## Discographie
Albums
- 1977 : Lieder und Träume
- 1979 : Lieder für dich
- 1980 : Träume sind nicht verboten
- 1981 : Unsere Lieder
- 1982 : Nr. 5
- 1982 : Weiße Weihnachten mit den White Stars
- 1983 : Liebe kommt, Liebe geht
- 1984 : Die Sonne kommt wieder
- 1986 : Ich wär so gern bei dir
- 1987 : Alles dreht sich um die Liebe
- 1988 : Evergreens
- 1988 : Weil ich dich liebe, bin ich treu
- 1989 : Sommerträume
- 1989 : Ich war nie ein Casanova
- 1990 : Mein allerschönster Traum
- 1990 : Amore – das heißt, dich zu lieben
- 1990 : Ein Abend mit den White Stars
- 1991 : Lieben Sie Evergreens
- 1992 : Die größten Erfolge
- 1992 : Es gibt nie mehr ein Goodbye
- 1993 : Du bist wie die Sonne
- 1997 : The Best of White Stars
- 2004 : 40 Jahre – 40 Lieder
- 2011 : Du bist mein Superstar
- 2013 : 50 Jahre - Immer noch Gänsehaut
- 2016 : Weiße Weihnacht mit den White Stars
- 2017 : White Stars – 1977-1990: Ihre größten Hits

Singles
- 1966 : Du bist wieder da
- 1968 : Was dir fehlt ist Liebe
- 1971 : Addio Amore
- 1976 : Good Old Rock And Roll
- 1976 : Sunshine Lady
- 1977 : Nie mehr
- 1977 : Du bist mein Traum
- 1977 : Ave Maria (Glocken der Liebe)
- 1977 : Junges Mädchen, weine nicht
- 1978 : A Thousand Years
- 1979 : Bye, Bye Little Lady
- 1979 : Es war doch nur Liebe
- 1980 : Ich war nie ein Casanova
- 1981 : Sunny, Sunny, I Love You
- 1981 : Lady Blue
- 1981 : Primaballerina
- 1982 : Weisse Weihnacht (White Christmas)
- 1982 : Ich muß ein Fremder für dich sein
- 1982 : Ich bin ein treuer Mann
- 1983 : SK Sturm-Hymne (Hier Regiert Der SK Sturm)
- 1983 : Wenn du auch kein Engel bist
- 1984 : Die Nummer Eins in meinem Leben
- 1985 : Cia Amore
- 1986 : Bitte Kumm Ham
- 1988 : Hallo, Fräulein Unbekannt
- 1989 : Es war ein Sommertraum
- 1990 : Mein allerschönster Traum bist du
- 1992 : Du bist a echter Goldschatz für mi
- 1993 : Du (gibst mir den Mut zum Lieben)
- 2013 : Ticket Nach Hawaii

## Source de la traduction
- (de) Cet article est partiellement ou en totalité issu de l’article de Wikipédia en allemand intitulé « White Stars » (voir la liste des auteurs).